# Nagoya Stock Exchange
Die Nagoya Stock Exchange (NSE) ist eine Wertpapierbörse in Nagoya, Japan. Nach der Tokioter Börse ist sie die zweitgrößte Börse Japans. Sie wird von der Nagoya Stock Exchange, Inc. betrieben.

## Geschichte
Die Nagoya Stock Exchange (NSE) ist die Nachfolgerin der 1886 gegründeten Nagoya Stock Exchange Co. Ltd. Sie wurde 1949 als Aktiengesellschaft mit Wertpapierfirmen als Mitgliedern gemäß den Bestimmungen des Wertpapier- und Börsengesetzes gegründet. Im Jahr 2002 wurde nach der Demutualisierung der NSE die Nagoya Stock Exchange, Inc. gegründet. Die Nagoya Stock Exchange ist eine Aktiengesellschaft, die mit Genehmigung des Premierministers einen Wertpapierbörsenmarkt betreibt.